# François Delebecque
François Delebecque (né à La Baule le 26 août 1955) est un photographe plasticien et artiste conceptuel français contemporain, dont les œuvres sont régulièrement exposées dans des musées, galeries et festivals tant en France et qu'à l'étranger. Il est également auteur de livres pour enfants.

## Biographie
François Delebecque naît le 26 août 1955 à la Baule. En 1976 à Arles, il suit les stages de Christian Vogt, Les Krims, Duane Michals, Paul de Nooijer.
Durant ses premières années de pratiques artistiques, il a reçu divers prix ou bourses. Parmi elles, le prix de la Fondation Nationale de la Photographie à Lyon en 1981.
La même année il obtient le « Prix de l'aide à la première exposition » (Paris Audiovisuel) pour les séries Gorilles, Natures souples et Poèmes naturels,. Est suivie de celle de la Villa Médicis, à l'Académie de France à Rome, où il est pensionnaire en 1983-1984. Il est le 3e photographe à intégrer cette institution.
À partir de 1986, il commence à réaliser des objets hybrides en trois dimensions. Et en 1987, il reçoit la bourse des Jeunes Plasticiens de la Région Île-de-France.
Aujourd'hui[Quand ?] il vit et travaille à Malakoff et Arcueil, près de Paris.

## Quelques œuvres

### Séries photographiques
- Natures Souples, 1978. François Delebecque a photographié le mouvement courbe des feuilles. Ici, il a voulu nous donner à voir son environnement.
- Ces Plis là, 1979. Photographies des plis des toiles du chapiteau des Tréteaux de France.
- Gorilles, 1981. La force du gorille nécessaire pour aborder une vie artistique.
- Poèmes naturels, « photographie des feuillages dont les ramifications et les réseaux composent de lumineuses dentelles »[5].
- Légumes, 1984/85. Après une rencontre avec le Brocoli Romanesco, devenu militants de la Cause du Légume. Exposition à la Fondation Cartier 1985 à Jouy-en-Josas.
- Belfort, 1984. L’artiste a réalisé une série de photographies du Nouveau Théâtre de Belfort à la suite de leur demande. Il a photographié le Théâtre avec le principe des images doubles. Le soir même, dans sa chambre d’hôtel, il développait sa série.
- Rève de plage, 1985. Ce que la mer en se retirant dévoile, poétique de l'estran, esprit du vent…poétique de la mise en scène de jouets anciens, confusion des échelles.
- Zoologie parisienne, 1987. Série sur les zoos parisiens. Également photographié avec le principe des doubles images.
- Le vol de la Tour Eiffel, 1999. D’abord, il a réalisé deux tirages numériques sépia tirés sur film. Puis il a superposé ses deux images, permettant une transparence et une profondeur, dans des structures métalliques  qui font hublot, cage ou même chariot mobile. Ici, deux petits personnages couverts de feuilles tentent de subtiliser la tour Eiffel, camouflés sous un feuillage. Les structures métalliques rappellent le métal dont est construite la tour Eiffel et est aussi un clin d’œil à ceux qui l’ont construite, photographiée, éclairée, ou utilisée comme objet publicitaire, touristique.
- Ours, 2003. Ces ours en peluche lui ont permis de réaliser le livre pour enfants Les Songes de l’Ours.
- Ni d’Ève ni d’Adam, 2007. Ces photographies ont été réalisées pour le spectacle de Pascale Houbin et Dominique Boivin : Ni d’Ève ni d’Adam.
- Memorandum Olympique, 2005. Précis de comportement athlétique et élégant destiné aux jeunes Hommes murs. Autoportraits avec textes : préceptes d'élévation physique et spirituelle.
- La Torera "et autres "Nus, 2015. Le Nu prend une dimension narrative ou formelle avec les séries "Nus Noirs", "Nus Ocres", "Nus d'été", "Soleil dans l'atelier".

### Livres
- Les Habits du Fantôme, 1999. Pour réaliser ce livre, il a collaboré avec le romancier Michel Chaillou. Ce roman photo policier relate les aventures du détective Charles Tone qui enquête sur une disparition dans une pension de famille. Les photos en Noir et Blanc décrivent les pensionnaires et les étapes de cette enquête.
- La plage... d’où les bateaux s’envolent, 2001. Ici il illustre les souvenirs de plage de Belle Île.
- Quel chantier !, 2003. Illustration de créatures étranges aux impressionnantes silhouettes, et d’énormes machines.
- Les Songes de l’Ours, 2005. Composé de photos en noir et blanc, avec des ours en peluche en situations diverses qui philosophent et  regardent le monde des Hommes.
- Les Animaux de la Ferme, 2006 puis réédité en 2010. Dans ce livre, il faut soulever les volets pour découvrir sous les silhouettes les animaux de la ferme comme le veau, la vache, le cochon. L’enfant voit la silhouette de l’animal en premier. Il est sensible aux contours et aux formes. Puis quand il soulève le cache, il découvre une photo, la réalité.
- Les Animaux Sauvages, 2008 puis réédité en 2010. Dans ce livre, il faut soulever les volets pour découvrir sous les silhouettes les animaux sauvages, photographiés dans des zoos. L’enfant voit la silhouette de l’animal en premier. Il est sensible aux contours et aux formes. Puis quand il soulève le cache, il découvre une photo, la réalité.
- Vroum Vroum, 2011[6]. Dans ce livre, il faut soulever les volets pour découvrir sous les silhouettes tout ce qui nous transporte, depuis la trottinette, puis le vélo, les voitures, bateaux, montgolfière, avion, fusée… Il est sensible aux contours et aux formes. Puis quand il soulève le cache, il découvre une photo, la réalité.
- Imagier des jouets [7] et Imagier des animaux, 2015. Nouvelle collection, nouveau format 13 × 13 cm, une seule image par page à découvrir sous le volet en silhouette NB ou BN.

### Films
- Le Chariot, 1998. Ce court métrage relate du mythe de Sisyphe déshabillé par les allées et venues d’un chariot poussé par deux créatures nues...
- Correspondance avec trônes, 2000. Une femme et un homme s‘envoient des lettres. Ce court métrage a été créé pour le spectacle de danse Mito Mito de Pascale Houbin et Georges Appaix.
- "l'hypothèse du chaud". 1999. Très libre interprétation de la chanson de Mistinguett "Il m’a vue nue", avec un chariot Solaire et un duo deshabillé.
- "Tigran & Vera". 2011. Un conte de 9 min 30 s, en NB, avec de l'Art, de l'Amour, et des Chariots
- "Marfatrain". 2016. Une vision obsessionnelle des trains de marchandise qui traversent la petite ville texane de Marfa, haut lieu de l'art minimaliste. 3 min 50 s, couleur.

## Expositions
- Galerie Agathe Gaillard, Paris, en 1982[3], 1985[8] et en 1990.
- Villa Médicis, Rome, 1984.
- Fondation Cartier, Jouy-en-Josas, 1985 et 1999.
- Centre Jacques-Prévert, Dieppe en 1986, 1987, 1991, 1998 et en 1999.
- Le temps d'un Mouvement, CNP, Paris, 1987.
- Espace Electra, Paris, 1996.
- Galerie BCA, Londres,
- Institut français de Salonique,
- Musée Carnavalet[9], septembre 2000-janvier 2001
- Centre national de la photographie, Paris, mars 1987
- Mois de la Photo, Paris, 2006
- Galerie Marion Held, mai 2010
- Galerie VOZ'Image, 2009/2010
- VOZ’Galerie, 2012[10]
- Festival Manifest'O, Toulouse, 2013 [11]
- Festival Photomed, Sanary, 2014.
- Galerie Huit, Arles, 2015, La Torera[12].
- Festival Photofolies, Rodez, 2015.
- STP galerie, Greifswald, Allemagne, 2015
- Galerie Sit Down, Paris 2016[13].
- Mois de la Photo OFF, 2019[14].